# HD 63584
HD 63584 är en ensam stjärna i den mellersta delen av stjärnbilden Flygfisken. Den har en skenbar magnitud av ca 6,15 och är mycket svagt synlig för blotta ögat där ljusföroreningar ej förekommer. Baserat på parallax enligt Gaia Data Release 2 på ca 7,8 mas, beräknas den befinna sig på ett avstånd på ca 420 ljusår (ca 129 parsek) från solen. Den rör sig bort från solen med en heliocentrisk radialhastighet på ca 10 km/s.

## Egenskaper
HD 63584 är en vit till blå underjättestjärna av spektralklass A0 IV/V, som även har karakteristiska drag från huvudserien. Den har en massa som är ca 2,6 solmassor, en radie som är ca 3 solradier och har ca 60 gånger solens utstrålning av energi från dess fotosfär vid en effektiv temperatur av ca 10 000 K.
Trots delvis klassificerad som underjätte beräknas HD 63584 vara endast 256 miljoner år gammal och ha ca 40 procent kvar av sin tid i huvudserien.